# Skivbroms

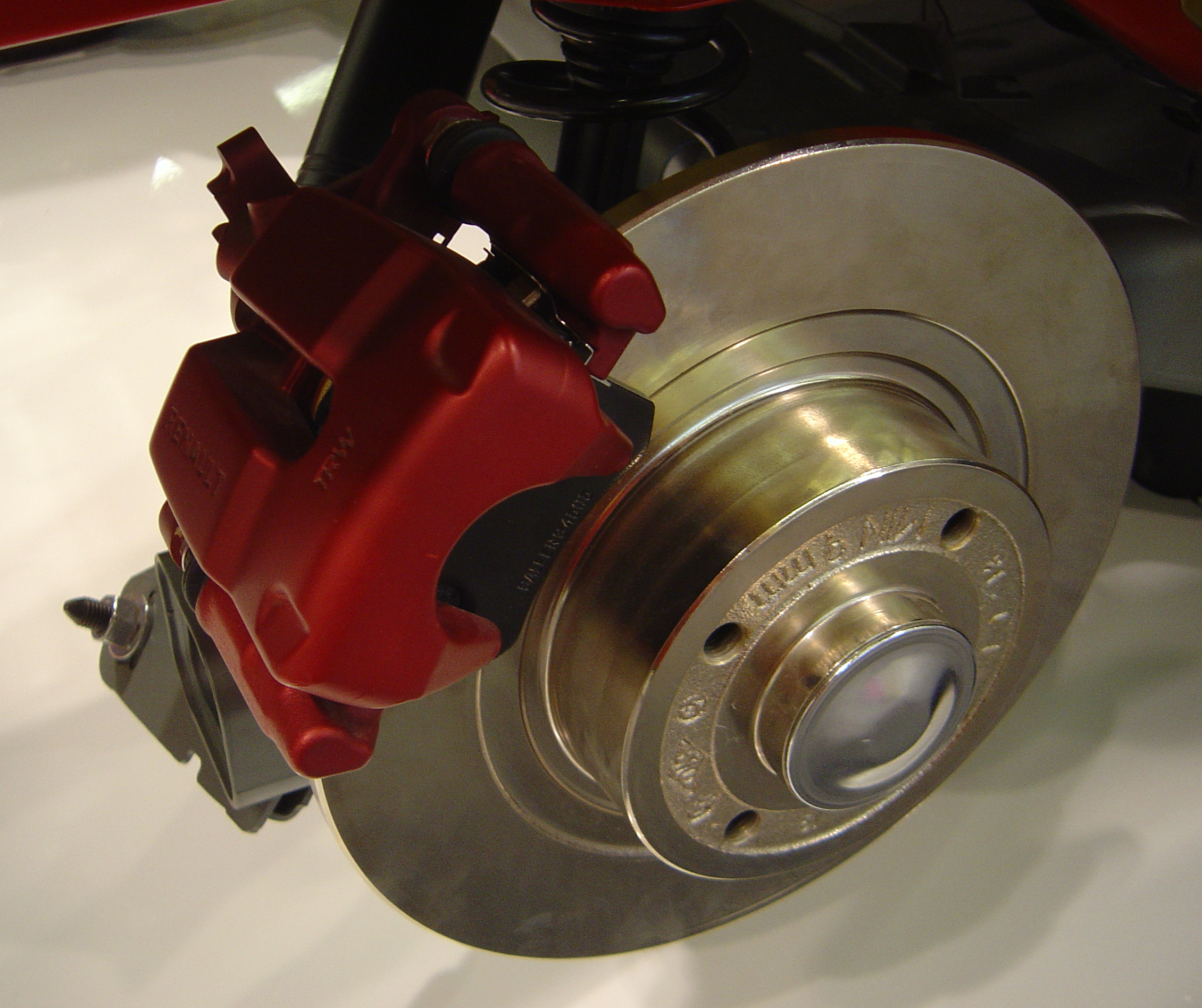
Skivbroms

En skivbroms är en del av ett bromssystem som består av en roterande skiva och ett bromsok, som innehåller två bromsklossar. Bromsverkan uppnås genom att klossarna pressas i axiell riktning mot skivan och skapar friktion. Eftersom ansättningskrafterna är lika stora och motriktade belastas inte skivan eller axeln av någon axiell kraft. För att stoppa smuts finns bromssköldar.

## Historia
Skivbromsar har sedan 1960-talet i allt större utsträckning ersatt trumbromsar på personbilar och motorcyklar. Idag tillverkas knappt någon bil som inte har skivbromsar åtminstone på framhjulen. Skivbromsar är numera vanliga även på snabba tåg. Sedan början av 2000-talets första decennium har cyklar, framförallt då sportcyklar av mountainbike-typ börjat få skivbromsar.

## Bromssystemet
Komponenterna som används i en skivbroms är i stora drag bromsskiva, bromsok och bromskloss, dessa i sin tur har ett antal ingående delar, så som kolven i bromsoket och dess tätningar. Styrning av bromsoket och bromsklossarna görs oftast via hydraulik, pneumatik eller elektromagnetism. Bromsslangar till hydrauliska skivbromssystem är oftast i gummi eller så kallade stålomspunna. Stålomspunna bromsslangar expanderar inte lika mycket som gummislangar och ger därför en mer distinkt bromsverkan.

## Bromsskivan
Bromsskivor kan utföras massiva eller ventilerade. Fördelarna med ventilerade skivor är en lägre egen vikt och snabbare nedkylning av skiva och belägg än med en massiv skiva.

## Bromsok
Det finns två olika typer av bromsok, flytande och fasta. 

### Fast bromsok
Ett fast bromsok rör sig inte i relation till bromsskivan och är därför mer känsligt för ojämnheter. Det fasta bromsoket använder sig av ett eller flera par kolvar, som placeras på vardera sida om bromsskivan. Denna teknik är mer komplicerad och därför dyrare än ett flytande bromsok.

### Flytande bromsok
Flytande ok använder sig av en eller två kolvar som placeras på inre sidan av bromsskivan och förflyttar hela oket vid inbromsning. Flytande bromsok har, till skillnad från fasta, glidpinnar som tillåter oket att glida i horisontellt led i samma riktning som hjulets axel när kolven pressas ut, vilket gör att samma tryck kommer att råda på båda sidor om skivbromsen. På grund av dess konstruktion kan flytande ok låsa sig, där orsaken kan vara smuts eller korrosion som tränger sig in i minst en fästmekanism och stoppar dess normala rörelse. Detta kan leda till att bromsokens bromsbelägg är i kontakt med bromsskivan när bromsen inte används eller att bromsoket pressar bromsbelägget i en vinkel. Orsak till att oket låser sig kan bero på oregelbunden körning, fel på tätningar eller gummidamasker som ska skydda mot orenhet, smörjningen i monteringsmekanismen har torkat och fukt kan ha trängt in vilket leder till korrosion, eller en kombination av dessa faktorer. Konsekvenser kan innefatta minskad bränsleeffektivitet, extrem upphettning av skivan som kan leda till hjullagerhaveri eller onormalt slitage på bromsklossarna. Ett vidhäftande främre bromsok kan också orsaka vibrationer i ratten.